# 辨证论治
辨证论治，即将望、闻、问、切四诊收集到的资料、症状和体征，通过分析、综合，辨清疾病的原因、性质、部位、以及邪正之间的关系，概括、判定为某种性质的“证”，以探求疾病的本质，从而得出结论，并在此基础上确定治疗原则与具体治法。